# Angamān
Angamān (persiska: اَنگَمان, انگمان) är en ort i Iran.   Den ligger i provinsen Västazarbaijan, i den nordvästra delen av landet, 600 km väster om huvudstaden Teheran. Angamān ligger 1 424 meter över havet och antalet invånare är 167.
Terrängen runt Angamān är huvudsakligen kuperad, men österut är den platt.Runt Angamān är det ganska tätbefolkat, med 185 invånare per kvadratkilometer. Närmaste större samhälle är Urmia, 17,4 km norr om Angamān. Trakten runt Angamān består i huvudsak av gräsmarker.